# Verticordia eriocephala
Verticordia eriocephala är en myrtenväxtart som beskrevs av Alexander Segger George. Verticordia eriocephala ingår i släktet Verticordia och familjen myrtenväxter. Inga underarter finns listade i Catalogue of Life.